# 扎比内·鲍
扎比内·鲍（德語：Sabine Bau，1969年7月19日—），德国女子击剑运动员。她曾代表西德和德国参加1988年、1992年、1996年和2000年夏季奥林匹克运动会击剑比赛，获得一枚金牌、二枚银牌和二枚铜牌。